# Thorvald Sørensen
Thorvald (o Thorwald) Julius Sørensen (1902–1973) fue un botánico, y biólogo evolutivo danés.
Sørensen fue alumno de la Universidad de Copenhague, y luego de 1953 a 1955, profesor en la Real Facultad de Veterinaria y Agricultura, y de 1955 a 1972 en la Universidad de Copenhague. En ese periodo accedió a director del Jardín Botánico de la Universidad de Copenhague y del Museo Botánico durante el mismo periodo.
Thorvald Sørensen permaneció entre los años 1931 a 1935, en la isla Ella, estudiando la flora en el entonces poco conocido nordeste de Groenlandia. Y así publicó una tesis doctoral sobre los ritmos anuales fenológicos en el Alto Ártico de especies vegetales, incluyendo la polinización de sus flores (1941).
Realizó revisiones críticas de la flora de Groenlandia, y además resolvió la taxonomía de un número de difíciles taxones, especialmente de Puccinellia.
Llevó a cabo una serie de estudios sobre la biología evolutiva vegetal, como por ejemplo en Taraxacum, Capsella bursa-pastoris y en Ranunculus.
Desarrolló un cociente de similitud en la composición de especies entre comunidades vegetales, el tan utilizado aún índice de similitud de Sørensen y Dice. Ilustró su uso en un conjunto de datos recogidos en pastizales y matorrales templados daneses por Johannes Grøntved, quien usó el método cuantitativo para tomar muestras de vegetación, de Raunkiær.
Ejemplos de nombres de plantas que publicó:
- Braya intermedia T.J.Sørensen (1954) in Meddelelser om Grønland 134 (8)
- Puccinellia groenlandica T.J.Sørensen (1953) in Meddelelser om Grønland 134 (3)

## Honores

### Eponimia
- Especie ártica: Silene sorensensis (B.Boivin) Bocquet

## Algunas publicaciones
- G. Seidenfaden, Sørensen, T. (1933) On Eriophorum Callitrix Cham. in Greenland. Ed. C. A. Reitzel. Meddelelser om Grønland, udgivne af Kommmisionen for videnskabelige undersøgelser i Grønland 101 ( 1): 1-27

- Sørensen, T. (1935) Bodenformen und Pfanzendecke in Nordostgrönland. Beiträge zur Theorie der polaren Bodenversetzungen auf Grund von Beobachtungen über deren Einfluss auf die Vegetation in Nordostgrönland. Meddelelser om Grønland 93 (4)

- Sørensen, T. (1941) Temperature relations and phenology of the Northeast Greenland flowering plants. Meddelelser om Grønland 129: 1-305

- Sørensen, T. (1942) Untersuchungen über die Therophytengesellschaften auf den isländischen Lehmflächen ("Flags"). Biologiske Skrifter / Kongelige Danske Videnskabernes Selskab 2 (2)

- Sørensen, T., Gudjónsson, Gudni (1946) Spontaneous chromosome-aberrants in apomictic Taraxaca: morphological and cyto-genetical investigations. Biologiske Skrifter / Kongelige Danske Videnskabernes Selskab 4 (2): 1-48

- Sørensen, T. (1948) A method of establishing groups of equal amplitude in plant sociology based on similarity of species and its application to analyses of the vegetation on Danish commons. Biologiske Skrifter / Kongelige Danske Videnskabernes Selskab 5: 1-34

- Sørensen, T. (1953) A Revision of the Greenland Species of Puccinellia Parl. with contribution to our knowledge of the Arctic Puccinellia flora in general. Meddelelser om Grønland 136 (3) 1-179

- Jørgensen, C.A., Sørensen, T. and Westergaard, M. (1958) The Flowering Plants of Greenland. Biologiske Skrifter / Kongelige Danske Videnskabernes Selskab 9 (4)

## Honores

### Eponimia
- (Asteraceae) Koanophyllon sorensenii R.M.King & H.Rob.[1]

- (Cyperaceae) Eriophorum × sorensenii Raymond[2]

- La abreviatura «T.J.Sørensen» se emplea para indicar a Thorvald Sørensen como autoridad en la descripción y clasificación científica de los vegetales.[3]